# Nectopsyche nordmani
Nectopsyche nordmani är en nattsländeart som först beskrevs av Klingstedt 1943.  Nectopsyche nordmani ingår i släktet Nectopsyche och familjen långhornssländor. Inga underarter finns listade i Catalogue of Life.